# Хопуя, Ховалыг Тогдугашович
Ховалыг Тогдугашович Хопуя (1917—?) — один из первых лётчиков Тувы.

## Биография
Родился 27 января (по другим данным 21 января) 1917 года в селе Суг-Бажи Барун-Хемчикского кожууна Тувинской народной республики.
После окончания средней школы, учился в Горно-Алтайском сельскохозяйственном техникуме, который окончил в 1939 году. С августа 1940 года служил в Тувинской народно-революционной армия: боец, командир взвода. В 1940—1941 годах был курсантом школы начального летного обучения в Кызыле, затем окончил Пермское летное училище.
В декабре 1942 года правительством Тувинской народной республики был отправлен в числе четверых выпускников курсов в Черногорск — в эвакуированную на территорию Хакасии Бирмскую военную авиашколу пилотов (БВАШП). В этой авиашколе тувинские летчики числились под русскими именами: младший лейтенант Чистяков Иван Васильевич (Чимит Чили), лейтенант Худяков Сергей Николаевич (Хунан-оол Сергей), младший лейтенант Хлопов Павел Тимофеевич (Хопуя Ховалыг) и младший лейтенант Егоров Алексей Фёдорович (Ензак Алексей).
По окончании школы в феврале 1945 года, в звании младшего лейтенанта, Хопуя был направлены в действующую армию в Забайкальский военный округ и участвовал в войне с Японией. С февраля 1945 по июнь 1946 года служил летчиком 939-го истребительного авиационного полка Забайкальского военного округа. Демобилизовался из армии в звании лейтенанта запаса.
С августа 1946 года Ховалыг Хопуя был пилотом самолёта По-2 273-го авиационного отряда специального применения (АОСП), с 1953 года — командир звена 273-го АОСП, с 1956 года — командир самолёта Ан-2.
В 1971 году по состоянию здоровья Х. Т. Хопуя был переведён на должность стрелка военизированной охраны гражданской авиации, где проработал до 1990 года и вышел на заслуженный отдых. Занимался общественной деятельностью — был депутатом Кызылского городского Совета двух созывов.
Дата и место смерти его неизвестны. На доме, где проживал последние годы один из первых авиаторов Тувы — Ховалыг Хопуя, ему установлена мемориальная доска (Решение Хурала представителей г. Кызыла от 29.04.2015 № 146 «Об увековечении памяти Хопуя Ховалыга Тогдугашевича в форме установки мемориальной доски»).
Был награждён орденами «Знак Почета» и Отечественной войны 2-й степени, медалями «За победу над Германией» и «За победу над Японией», а также знаками «Отличник Аэрофлота» и «За налет 1 000 000 км».